# St Leonards (Dorset)
Pour les articles homonymes, voir St Leonards.
St Leonards est un village situé dans le comté du Dorset, en Angleterre.